# Discographie d'Ailee
La discographie de la chanteuse américano-coréenne Ailee est composée d'un album studio, trois mini-albums et de dix singles.

## Albums
| Titre                                                                                       | Détails de l'album                                                                                         | Meilleures positions | Meilleures positions | Meilleures positions | Ventes               |
| Titre                                                                                       | Détails de l'album                                                                                         | COR                  | JPN                  | US World Albums      | Ventes               |
| ------------------------------------------------------------------------------------------- | --- | -------------------- | -------------------- | -------------------- | -------------------- |
| Vivid                                                                                       | - Date de sortie : 1er octobre 2015 - Label : YMC Entertainment - Formats : CD, téléchargement numérique   | 7                    | —                    | 6                    | - COR: Plus de 4 554 |
| Butterfly                                                                                   | - Date de sortie : 2 juillet 2019 - Label : Dream T Entertainment - Formats : CD, téléchargement numérique | 32                   | —                    | 13                   | - COR: 2 580         |
| Amy                                                                                         | - Date de sortie : 27 octobre 2021 - Label : The L1ve - Formats : CD, téléchargement numérique             | 48                   | —                    | —                    |                      |
| I'm Lovin' Amy                                                                              | - Date de sortie : 7 mars 2022 - Label : The L1ve - Formats : CD, téléchargement numérique                 | —                    | —                    | —                    |                      |
| "—" montre qu'aucun classement n'a été atteint ou que ce n'est pas sorti dans cette région. | |                      |                      |                      |                      |

### Extended plays
| Invitation                                                                                  | - Date de sortie : 16 octobre 2012 - Label : YMC Entertainment - Distributeur : LOEN Entertainment - Formats : CD, téléchargement numérique | 10 | — | - COR: Plus de 14 135, |
| A's Doll House                                                                              | - Date de sortie : 12 juillet 2013 - Label : YMC Entertainment - Distributeur : Neowiz Internet - Formats : CD, téléchargement numérique    | 6  | — | - COR: Plus de 11 597, |
| Magazine                                                                                    | - Date de sortie : 25 septembre 2014 - Label : YMC Entertainment - Distributeur : Neowiz Internet - Formats : CD, téléchargement numérique  | 6  | — | - COR: Plus de 6 251   |
| A New Empire                                                                                | - Date de sortie : 5 octobre 2016 - Label : YMC Entertainment - Formats : CD, téléchargement numérique                                      | 10 | — | - COR: Plus de 2 478   |
| I'm                                                                                         | - Date de sortie : 6 octobre 2020 - Label : Rocket3 Entertainment - Formats : CD, téléchargement numérique                                  | 45 | — | - COR: Plus de 1 491   |
| Lovin'                                                                                      | - Date de sortie : 7 mai 2021 - Label : Rocket3 Entertainment - Formats : CD, téléchargement numérique                                      | 64 | — |                        |
| "—" montre qu'aucun classement n'a été atteint ou que ce n'est pas sorti dans cette région. | |    |   |                        |

## Singles
| Année                                                                                       | Titre                                | Meilleures positions | Meilleures positions | Meilleures positions | Meilleures positions | Ventes                                   | Album                 |
| Année                                                                                       | Titre                                | COR                  | Hot 100 K-Pop        | JPN                  | Hot 100 J-Pop        | Ventes                                   | Album                 |
| Coréen                                                                                      | Coréen                               | Coréen               | Coréen               | Coréen               | Coréen               | Coréen                                   | Coréen                |
| ------------------------------------------------------------------------------------------- | ------------------------------------ | -------------------- | -------------------- | -------------------- | -------------------- | ---------------------------------------- | --------------------- |
| 2012                                                                                        | "Heaven"                             | 3                    | 3                    | —                    | —                    | - COR (DL): Plus de 3 227 917            | Invitation            |
| 2012                                                                                        | "보여줄게 (I Will Show You)"         | 3                    | 2                    | —                    | —                    | - COR (DL): Plus de 2 429 492            | Invitation            |
| 2013                                                                                        | "U&I"                                | 1                    | 1                    | —                    | —                    | - COR (DL): Plus de 1 244 748            | A's Doll House        |
| 2014                                                                                        | "노래가 늘었어 (Singing Got Better)" | 1                    | 3                    | —                    | —                    | - COR (DL): Plus de 1 244 448            | Pas de sortie d'album |
| 2014                                                                                        | "손대지마 (Don't Touch Me)"          | 2                    | —                    | —                    | —                    | - COR (DL): Plus de 911 889              | Magazine              |
| 2015                                                                                        | "Johnny (쟈니)"                      | 9                    | —                    | —                    | —                    | - COR (DL): Plus de 109 973              | Pas de sortie d'album |
| 2015                                                                                        | "너나 잘해 (Mind Your Own Business)" | 6                    | —                    | —                    | —                    | - COR (DL): Plus de 449 983              | Vivid                 |
| Japonais                                                                                    |                                      |                      |                      |                      |                      |                                          |                       |
| 2013                                                                                        | "Heaven"                             | —                    | —                    | 24                   | 38                   | - JPN: Plus de 4 200                     |                       |
| 2014                                                                                        | "U&I"                                | —                    | —                    | 110                  | —                    | - JPN: Plus de 900 (charted as an album) |                       |
| 2015                                                                                        | "SAKURA"                             | —                    | —                    | —                    | —                    | - JPN:                                   |                       |
| "—" montre qu'aucun classement n'a été atteint ou que ce n'est pas sorti dans cette région. |                                      |                      |                      |                      |                      |                                          |                       |

### Bande originale
| Année | Titre                              | Meilleures positions | Meilleures positions | Ventes                      | Album                       |
| Année | Titre                              | COR                  | Hot 100 K-Pop        | Ventes                      | Album                       |
| ----- | ---------------------------------- | -------------------- | -------------------- | --------------------------- | --------------------------- |
| 2011  | "Racing Queen" (avec Mighty Mouth) | 81                   | —                    |                             | Racing Queen 2 OST          |
| 2012  | "Superstar" (avec Hyolyn & Jiyeon) | 11                   | —                    | - COR (DL): Plus de 608 307 | Dream High 2 OST            |
| 2012  | "Love Note"                        | 28                   | —                    | - COR (DL): Plus de 158 293 | Full House Take 2 OST       |
| 2013  | "Ice Flower"                       | 8                    | 11                   | - COR (DL): Plus de 757 116 | King of Ambition OST Part 2 |
| 2013  | "Tears Stole the Heart"            | 4                    | 4                    | - COR (DL): Plus de 709 799 | Secret Love OST Part 5      |
| 2014  | "Day by Day"                       | 19                   | —                    | - COR (DL): Plus de 258 269 | Triangle OST                |
| 2014  | "Goodbye My Love"                  | 14                   | —                    | - COR (DL): Plus de 273 517 | Fated To Love You OST       |
| 2015  | "Are You The Same"                 | 15                   | —                    | - COR (DL): Plus de 273 517 | Shine or Go Crazy OST       |

### En collaboration
| Année                                                                                       | Chanson                                           | Meilleure position | Ventes                   | Album                    |
| Année                                                                                       | Chanson                                           | COR                | Ventes                   | Album                    |
| ------------------------------------------------------------------------------------------- | ------------------------------------------------- | ------------------ | ------------------------ | ------------------------ |
| 2011                                                                                        | "The Guys Are Coming" (avec Wheesung)             | 7                  |                          | He is Coming             |
| 2012                                                                                        | "Love Again" (avec 2BiC)                          | 19                 | - COR: Plus de 578 712   | Hu+Man                   |
| 2012                                                                                        | "I Forgot You" (avec Joosuc)                      | 56                 | - COR: Plus de 150 325   | 5 Point 5                |
| 2013                                                                                        | "Highlight" (avec Eru)                            | 40                 | - COR: Plus de 66 214    | Feel Brand New Part 2    |
| 2013                                                                                        | "Shower of Tears" (avec Baechigi)                 | 1                  | - COR: Plus de 1 880 676 | BaeChiGi - Vol. 4 Part.2 |
| 2013                                                                                        | "If it Ain't Love" (avec Verbal Jint)             | 7                  | - COR: Plus de 923 610   | If it Ain't Love         |
| 2013                                                                                        | "Wash Away" (avec Geeks)                          | 4                  | - COR: Plus de 998 423   | Backpack                 |
| 2013                                                                                        | "Higher" (avec Yiruma)                            | 5                  | - COR: Plus de 340 885   | Digital Single           |
| 2014                                                                                        | "Love Hurts" (avec Pro C)                         | 45                 | - COR: Plus de 63 067    | Single Digital           |
| 2014                                                                                        | "Beautiful" (avec 2000 Won)                       | 25                 | - COR: Plus de 104 079   | Single Digital           |
| 2014                                                                                        | "Almost Paradise" (avec Eric Benét)               | —                  |                          | From E to U: Volume 1    |
| 2014                                                                                        | "I'm in Love" (avec 2LSON)                        | 3                  | - COR: Plus de 408 632   | Single Digital           |
| 2014                                                                                        | "A Real Man" (avec Swings)                        | 3                  | - COR: Plus de 395 938   | Single Digital           |
| 2014                                                                                        | "Baby, It's Cold Outside" (avec Sung Si-kyung)    | —                  | - COR:                   | Winter Wonderland        |
| 2015                                                                                        | "Nobody Knows" (avec Cheetah)                     | 4                  | - COR: Plus de 427 943   | Single Digital           |
| 2015                                                                                        | "Q&A" (avec S.Coups, Woozi, Vernon des SEVENTEEN) | —                  | - COR:                   | Project Digital Single   |
| "—" montre qu'aucun classement n'a été atteint ou que ce n'est pas sorti dans cette région. |                                                   |                    |                          |                          |

### Single promotionnel
| Année  | Titre                        | Meilleure position | Album                                                              |        |
| Année  | Titre                        | COR                | Album                                                              |        |
| Coréen | Coréen                       | Coréen             | Coréen                                                             | Coréen |
| ------ | ---------------------------- | ------------------ | ------------------------------------------------------------------ | ------ |
| 2012   | "My Grown Up Christmas List" | 20                 | Hitman Project #1 : A Tribute To The Hitman, David Foster (single) |        |

## Autres chansons classées
| Année                                                                                       | Titre                  | Meilleures positions | Album |
| Année                                                                                       | Titre                  | COR                  | Album |
| ------------------------------------------------------------------------------------------- | ---------------------- | -------------------- | ----- |
| 2012                                                                                        |                        |                      |       |
| Into The Storm                                                                              | 49                     | Invitation           |       |
| My Love                                                                                     | 80                     | Invitation           |       |
| Shut Up                                                                                     | 87                     | Invitation           |       |
| Evening Sky                                                                                 | 21                     | Invitation           |       |
| 2013                                                                                        |                        | Invitation           |       |
| How Could You Do This To Me                                                                 | 21                     | A's Doll House       |       |
| Scandal                                                                                     | 71                     | A's Doll House       |       |
| I'll Be Ok                                                                                  | 94                     | A's Doll House       |       |
| Rainy Day                                                                                   | 30                     | A's Doll House       |       |
| NoNoNo                                                                                      | 20                     | A's Doll House       |       |
| 2014                                                                                        |                        |                      |       |
| Crazy                                                                                       | 35                     | Magazine             |       |
| Love Sick                                                                                   | 69                     | Magazine             |       |
| Goodbye Now                                                                                 | 77                     | Magazine             |       |
| 2015                                                                                        | Insane                 | 85                   | Vivid |
| 2015                                                                                        | I Love You, I Hate You | 87                   | Vivid |
| "—" montre qu'aucun classement n'a été atteint ou que ce n'est pas sorti dans cette région. |                        |                      |       |

## Vidéographie

### Clips vidéos
| Année | Clip vidéo                   |
| ----- | ---------------------------- |
| 2012  | "Heaven"                     |
| 2012  | "I'll Show You"              |
| 2012  | "Evening Sky"                |
| 2012  | "Love Note"                  |
| 2012  | "My Grown Up Christmas List" |
| 2013  | "Ice Flower"                 |
| 2013  | "U&I"                        |
| 2014  | "Singing Got Better"         |
| 2014  | "Don't Touch Me"             |
| 2015  | "SAKURA"                     |
| 2015  | "Mind Your Own Business"     |
| 2015  | "Insane"                     |